# Shyamal Mitra
Shyamal Mitra (Naihati, 14 januari 1929 – 15 november 1987 was een West-Bengaalse zanger, playback-zanger, componist, orkestleider en producer. Met Hemanta Mukherjee en Manna Dey behoorde hij tot de groten van de gouden eeuw van de West-Bengaalse muziekindustrie. Zijn stem, een bariton weerspiegelde een reeks van emoties. Hij nam veel populaire Bengaalse liedjes op, maar was ook actief als playbackzanger, in meer dan honderd Bengaalse movies. Hij regisseerde tevens meer dan vijftig Bengali films. Mitra zong naast in Bengali in verschillende andere Indiase talen, waaronder Hindi, Assamese and Oriya.

## Loopbaan
Mitra, de zoon van een in Kolkata bekende dokter, volgde tegen de verlangens van zijn vader in zijn hart, geïnspireerd door onder andere de lokale zanger Mrinal Kanti Ghosh. Hij kwam in contact met Salil Chowdhury en, later, Satinath Mukhopadhyay, een prominente exponent van de moderne muziek en een inspiratiebron voor Mitra. Zijn ontmoeting met Sudhirlal Chackraborty, in Kolkata, betekende het keerpunt in zijn leven. In 1949 kreeg hij de kans te playbacken in 'Sunandar Biye' en tevens nam hij zijn eerste liedjes op onder Chakraborty. Na het overlijden van Chackraborty in 1952 nam hij 'Smriti Tumi Bedonar' op, zijn doorbraak. Hij werd hierna een van de leidende zangers en componisten van India. In de jaren vijftig en begin jaren zestig componeerde hij voor hitfilms als 'Joy Maa Kali Boarding', daarnaast zong hij voor veel Bengali films. In 1963 produceerde hij met succes de film 'Deya Neya', gevolgd door meer films. Hij werkte verschillende keren in Mumbai, onder meer met Salil Chowdhury, en was actief als zanger voor All India Radio. Mitra zong niet alleen populaire Bengaalse liedjes en filmsongs, maar zong tevens in andere genres, zoals Rabindrasangeet en Nasrul Geeti. Als componist werkte hij met groten als bijvoorbeeld Hemanta Kumar Mukhopadhyay en Kishore Kumar. Mitra acteerde ook in een paar films.
Mitra was getrouwd en had drie kinderen.

## Shyamal Mitra als componist
| Film                          | Jaar |
| ----------------------------- | ---- |
| Lakh Taka                     | 1953 |
| Joy Maa Kali Boarding         | 1955 |
| Jamalaye Jibonto Manush       | 1958 |
| Deli Passenger                | 1958 |
| Bhranti                       | 1959 |
| Sokher Chor                   | 1960 |
| Hashi Sudhu Hashi Noi         | 1963 |
| Bhranti Bilash                | 1963 |
| Deya Neya                     | 1963 |
| Saptarshi                     | 1964 |
| Trishna                       | 1965 |
| Rajkanya                      | 1965 |
| Kheya                         | 1967 |
| Hotath Dekha                  | 1967 |
| Gor Nashimpur                 | 1968 |
| Bibaha Bibhrat                | 1969 |
| Duranta Charai                | 1969 |
| Samantaral                    | 1970 |
| Padmagolap                    | 1970 |
| Pratibad                      | 1971 |
| Janani                        | 1971 |
| Jiban Jiggasha                | 1971 |
| Bhanu Goyenda Jahar Assistant | 1971 |
| Andha Atit                    | 1972 |
| Banpalashir Padabali          | 1973 |
| Chithi                        | 1973 |
| Amanush                       | 1974 |
| Phulu Thakurma                | 1975 |
| Ami Se O Sokha                | 1975 |
| Rajbangsha                    | 1977 |
| Ajashra Dhonnyobad            | 1977 |
| Jaal Sanyashi                 | 1977 |
| Anand Ashram                  | 1977 |
| Bandi                         | 1978 |
| Nishan                        | 1978 |
| Dhanraj Tamang                | 1978 |
| Priyatama                     | 1980 |
| Khana Baraha                  | 1981 |
| Bandi Balaka                  | 1981 |
| Kalankini                     | 1981 |
| Maayer Ashirbaad              | 1982 |
| Maatir Sorgo                  | 1982 |
| Songsarer Itikotha            | 1983 |
| Kenaram Becharam              | 1986 |
| Mohamilan                     | 1987 |
| Ekaki                         | 1990 |

## Shyamal Mitra als playbackzanger
| Film                            | Jaar |
| ------------------------------- | ---- |
| Sunandaar Biye                  | 1951 |
| Antaraal                        | 1965 |
| Aakashpradeep                   | 1963 |
| Asamaptaa                       | 1956 |
| Aabak Prithivi                  | 1959 |
| Onno Maati Onno Rong            | 1971 |
| Angikaar                        | 1966 |
| Abhaya O Shrikanto              | 1965 |
| Oshru Diye Lekha                | 1966 |
| Agnisikha                       | 1962 |
| Andhar Surya                    | 1969 |
| Alo Andhare                     | 1974 |
| Bodhubaran                      | 1967 |
| Baaluchori                      | 1968 |
| Bhagya                          | 1971 |
| Bhagabaan ShriShriRamakrishna   | 1955 |
| Bhanu Pelo Lottery              | 1958 |
| Chutir Ghonta                   | 1976 |
| Deep Nebhe Nai                  | 1964 |
| Dashhu Mohan                    | 1955 |
| Dwiper Naam Tiarang             | 1963 |
| Dersho Khokaar Kando            | 1959 |
| Eaktaara                        | 1957 |
| E Johor Se Johor Noy            | 1959 |
| Hangshamithun                   | 1968 |
| Cheenamukh / Kaantataar         | 1964 |
| Kamallata                       | 1969 |
| Kaajal                          | 1962 |
| Kostipathar                     | 1964 |
| Kothin Maaya                    | 1961 |
| Keri Saheber Munshi             | 1961 |
| Kono Eakdin                     | 1960 |
| Kichukhhon                      | 1959 |
| Krishnarjun                     | 1982 |
| Laalpathor                      | 1964 |
| Maahut Bondhure                 | 1959 |
| Maayar Songsaar                 | 1962 |
| Muktisnaan                      | 1970 |
| Mohalogno                       | 1965 |
| Maamlar Phol                    | 1956 |
| Noder Nimai                     | 1960 |
| Nirdharito Silpir Onuposthitite | 1959 |
| Nishipadma                      | 1970 |
| Nokol Sona                      | 1973 |
| Prostor Sakhhor                 | 1967 |
| Pandober Bonobaas               | 1966 |
| Panna Hire Chuni                | 1969 |
| Roktorekha                      | 1968 |
| Rajodrohi                       | 1966 |
| Raat Bhore                      | 1955 |
| Ruposhi                         | 1970 |
| Saapmochon                      | 1955 |
| Sagarika                        | 1956 |
| SriKrishna Sudama               | 1955 |
| Sindur                          | 1957 |
| Sashibabur Songsaar             | 1959 |
| Silalipi                        | -    |
| Sunobaranari                    | 1960 |
| Sohorer Itikotha                | 1960 |
| Sona Boudi                      | 1970 |
| Saraswatir Protigga             | -    |
| Taa Hole                        | 1964 |
| Upohaar                         | 1955 |
| Utsorgo                         | 1983 |
| Mondomodhur                     | 1981 |
| Nishitrishna                    | 1978 |
| Aami Ratan                      | 1979 |
| Noya Michil                     | 1972 |
| Daabi                           | 1974 |
| Bonpalashir Podaboli            | 1972 |
| Ogo Suncho                      | 1957 |
| Bonjotsna                       | 1969 |
| Sachimaar Songsaar              | 1971 |
| Biraaj Bou                      | 1972 |
| Ekadoshi                        | -    |
| Tir Bhanga Dheu                 | 1977 |
| Roktojoba                       | 1985 |
| Sare Chuattor                   | 1953 |
| G T Road                        | 1979 |
| Behula Lokhindor                | 1977 |
| Bhagyalipi                      | 1979 |
| Dub De Mon Kali Bole            | 1979 |
| Haashitukui Thaak               | -    |
| Sondhay Surya                   | -    |
| Bhorer Kuasha                   | -    |
| Baari Theke Paliye              | 1959 |
| Mriter Morte Agomon             | 1959 |
| Shakuntala                      | 1971 |
| Archana                         | 1972 |
| Chupi Chupi                     | -    |
| Aapanjan                        | 1968 |
| Maatir Putul                    | -    |
| Maa O Meye                      | 1969 |
| Raajpurush                      | 1987 |
| Prithibi Amare Chai             | 1957 |
| Sei Chookh                      | 1976 |
| Omor Prem                       | -    |
| Jibon Moron                     | 1983 |
| Surer Poroshe                   | 1957 |
| Punormilan                      | 1957 |
| Aparadhi                        | 1988 |
| Aamader Desh                    | -    |
| Dui Bondhu                      | -    |